# جايسون تان
جايسون تان (بالإنجليزية: Jason Tan) هو فنان قتال مختلط بريطاني، ولد في القرن العشرين في ليفربول في المملكة المتحدة.

## وصلات خارجية
- جايسون تان على موقع يو إف سي (الإنجليزية)
- جايسون تان على موقع شيردوغ (الإنجليزية)
- جايسون تان على موقع IMDb (الإنجليزية)